# Kalendarium historii Malty

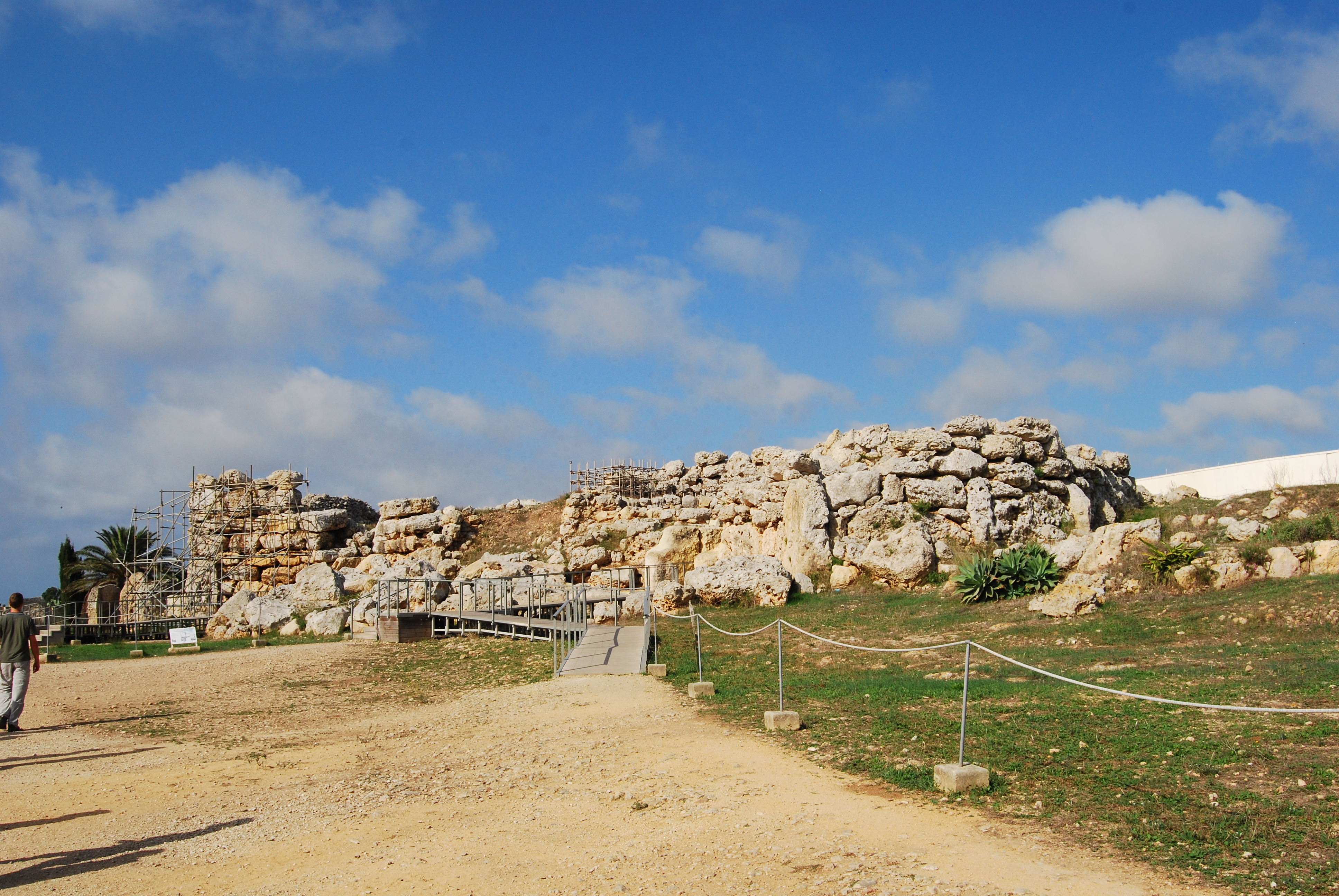
Ġgantija

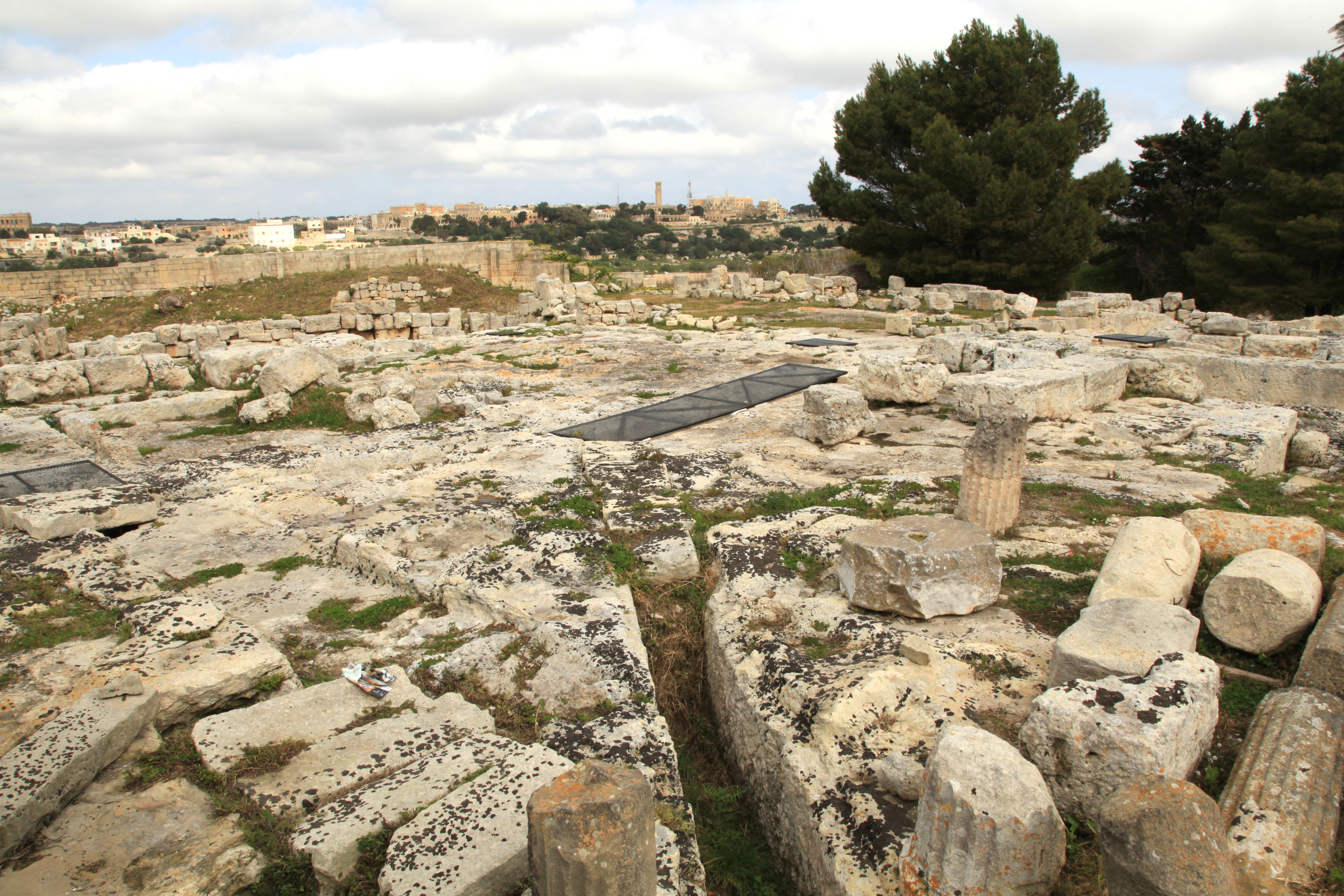
Ruiny rzymskie, obecnie część muzeum Domvs Romana

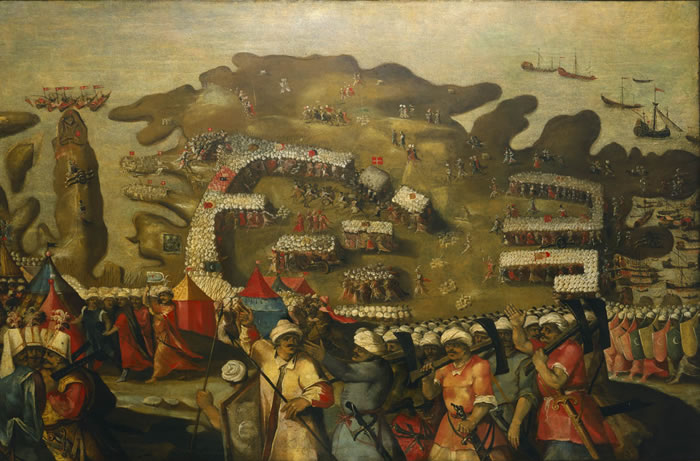
Wielkie Oblężenie Malty pędzla Mattea Pereza d’Aleccio (XVI w.)

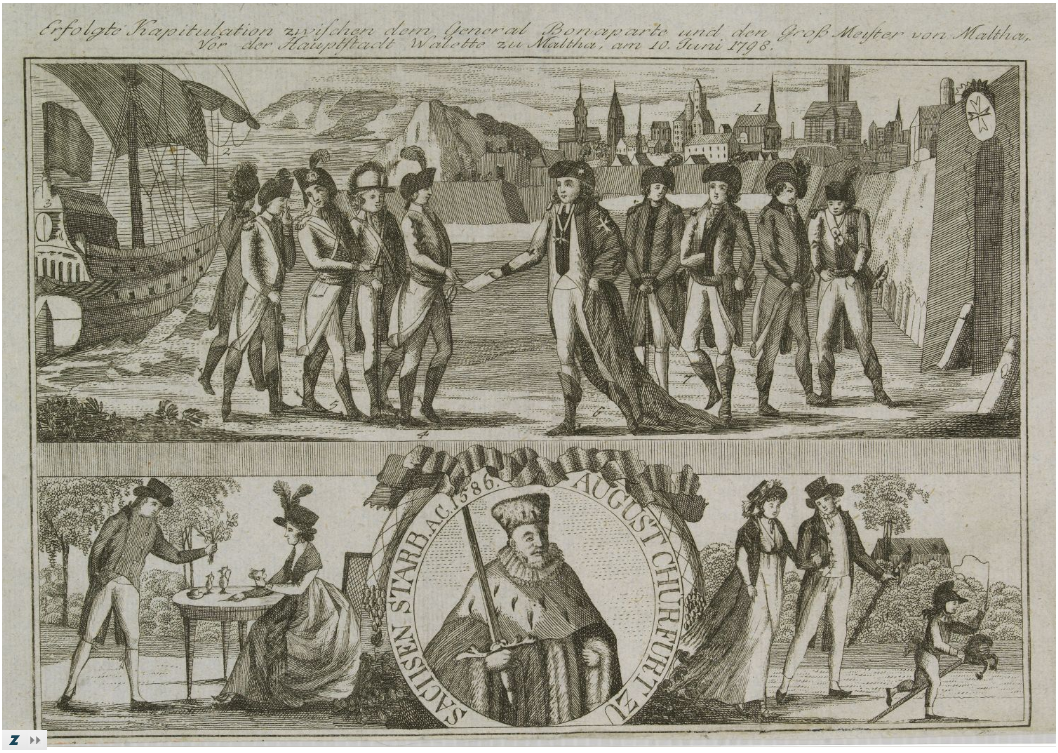
Napoleon na Malcie, 1798

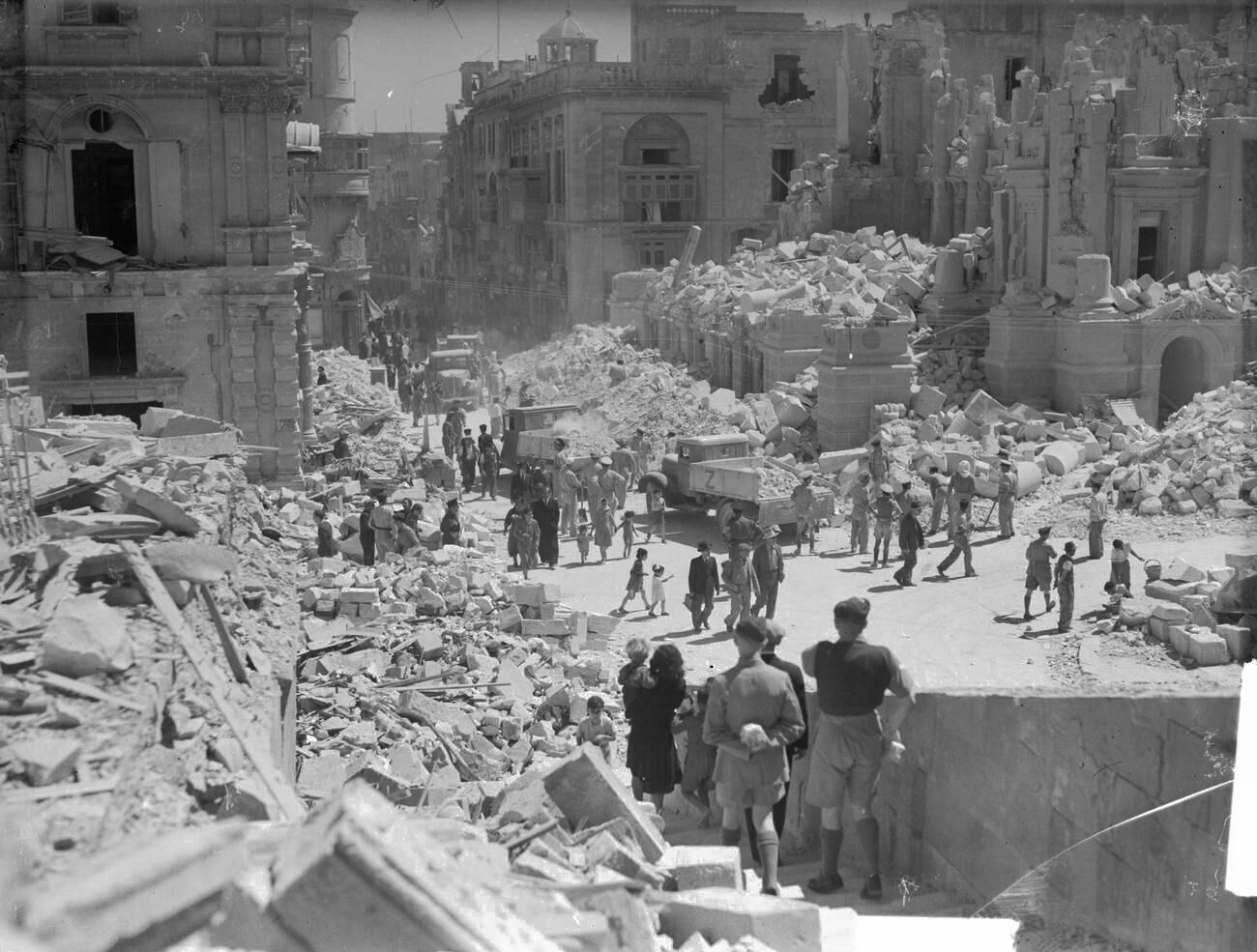
Zniszczenia po bombardowaniu podczas oblężenia Malty w czasie II wojny światowej

Kalendarium historii Malty – uporządkowany chronologicznie, począwszy od czasów najdawniejszych aż do współczesności, wykaz dat i wydarzeń z historii Malty.

## Kalendarium

### Czasy najdawniejsze
- ok. 4000 p.n.e. – początki cywilizacji na Malcie[1]
- ok. 3200 p.n.e. – budowa świątyni Ġgantija na wyspie Gozo[1]
- ok. 900 p.n.e. – Fenicjanie osiedlili się na Malcie[1]
- ok. 480 p.n.e. – Kartagińczycy podbili Maltę[1]
- 257 p.n.e. – pierwszy atak Rzymian[2]
- 218 p.n.e. – Malta przeszła pod władanie Imperium Rzymskiego[2]
- 60 n.e. – statek z uwięzionym świętym Pawłem rozbił się u brzegów Malty[2]. Początek misji chrystianizacyjnej św. Pawła[2]
- 395 – w wyniku podziału Imperium Rzymskiego Malta przeszła pod władanie Cesarstwa Zachodniego[2]
- 454 – Wandalowie zajęli wyspę
- 464 – Ostrogoci odbili Maltę
- 533 – Cesarstwo Wschodnie, w ramach rekonkwisty Justyniana I, przejęło wyspę.

### Średniowiecze
- 870 – berberska dynastia Aghlabidów zajęła Maltę[1]
- 1091 – Maltę podbili Normanowie[1]
- 1266–1283 – panowanie Andegawenów[1]
- 1283 – Maltę zajęli Aragończycy[1]
- 1492 – wygnanie z Malty Żydów[1]

### Nowożytność
- 1530 – król Hiszpanii Karol V Habsburg przekazał Maltę zakonowi joannitów, odtąd nazywanych także kawalerami maltańskimi[3]
- 18 maja do 8 września 1565 – oblężenie Malty przez Turków[2]; klęska turecka
- 1566 – założono nową stolicę Vallettę[1]
- 1571 – siedziba joannitów została przeniesiona do Valletty[1]
- 1643 – wydano I Natali delle Religiose Militie, pierwszą drukowaną książkę na Malcie[4][5][6]
- 1798 – aneksja Malty przez Francję podczas wyprawy Napoleona Bonaparte na Egipt; wielki mistrz Ferdynand von Hompesch poddał wyspę[3]
- wrzesień 1800 – Maltę włączono do Korony brytyjskiej[1]
- 25 marca 1802 – w wyniku pokoju w Amiens Maltę zwrócono joannitom[7]
- 1814 – Malta przeszła pod władzę brytyjską[3]
- 1843 – ustalono pisownię języka maltańskiego[1]
- 1882 – wprowadzono język maltański do szkół[1]
- 1887 – ogłoszono konstytucję[1]
- 1903 – zawieszono konstytucję[1]
- 1921 – uchwalono nową konstytucję[1]
- 1930 – ponownie zawieszono konstytucję[1]
- 1933 – język maltański stał się oficjalnym językiem na Malcie[1]
- 1940–1943 – z powodu strategicznego położenia Malta była ważną brytyjską bazą morską i lotniczą; liczne naloty samolotów włoskich i niemieckich[1]
- 1947 – Malta uzyskała autonomię wewnętrzną; ogłoszono nową konstytucję[1]
- 1956 – Maltańska Partia Pracy zaproponowała integrację Malty z Wielką Brytanią[3]
- 1963 – proklamowano Państwo Maltańskie[2]
- 21 września 1964 – Malta uzyskała niepodległość[1]

### Czasy najnowsze
- 1967 – Malta zerwała umowę o utrzymywaniu na wyspie brytyjskich baz wojskowych[2]
- 1971 – w wyniku porozumienia przywrócono częściowo brytyjskie bazy wojskowe[2]
- 13 grudnia 1974 – proklamowano Republikę Malty[2]
- 1974 – uchwalono konstytucję[3]
- 1979 – ostatni brytyjscy żołnierze opuścili wyspę[1]
- 1980 – Valletta została wpisana na listę UNESCO[8]
- lata 80. XX w. – nacjonalizacja banków, telekomunikacji i transportu we współpracy z Libią[1]
- 1980 - zostało zawarte porozumienie z Włochami, gwarantujące neutralność Malty[9].
- 1983 – uwłaszczenie własności kościelnej[1]
- 2003 – w referendum unijnym 54% głosujących poparło przystąpienie do Unii Europejskiej[3]
- 1 maja 2004 – Malta weszła do Unii Europejskiej
- 2008 – wprowadzono walutę euro[1]
- 2017 – w pierwszej połowie roku Malta przewodniczyła Radzie Unii Europejskiej[9]